# Ebraismo laico umanista
L'Ebraismo laico umanista o ebraismo secolare è un movimento ebraico nato negli anni sessanta negli Stati Uniti d'America e diffuso oggi in diversi paesi, tra cui Israele, la Francia e l'Italia. Fondato dal rabbino Sherwin Wine, il movimento rifiuta l'idea di un Dio tradizionale, ma valorizza la cultura e la storia ebraica.
In questo contesto vengono vissute le feste ebraiche come Pesach e Rosh ha Shanah, e anche Shabbat ha un'importanza fondamentale.
Il Movimento Giovanile Ebraico Hashomer Hatzair applica l'ebraismo in maniera laica umanista.
Co-presidenti dell'International Federation of Secular Humanistic Jews sono Sherwin Wine, Felix Posen e Yair Tzaban, ex-ministro israeliano.
In senso lato indica tutti gli ebrei che si sono dichiarati laici e secolarizzati, pur non rinnegando la loro ebraicità (ad esempio Albert Einstein).